# Splendrillia woodsi
Splendrillia woodsi is een slakkensoort uit de familie van de Drilliidae. De wetenschappelijke naam van de soort is voor het eerst geldig gepubliceerd in 1883 door Beddome.

## Synoniemen
- Antimelatoma agasma Cotton, B.C. 1947
- Austrodrillia woodsi (Beddome, 1883)
- Drillia howitti Pritchard & Gatliff, 1899
- Drillia woodsi Beddome, 1883(originele combinatie)
- Splendrillia agasma B.C. Cotton, 1947
- Splendrillia howitti G.B. Pritchard & J.H. Gatliff, 1899
- Splendrillia molleri Laseron, C. 1954